# Halton-with-Aughton
Halton-with-Aughton – civil parish w Anglii, w Lancashire, w dystrykcie Lancaster. W 2011 civil parish liczyła 2277 mieszkańców.